# Shai'tan
Shai'tan is het kwade in de boekenserie Het Rad des Tijds van Robert Jordan. Shai'tan is de tegenstander van de Schepper. Zijn doel is het Rad des Tijds te laten stoppen met draaien en daarna de hele wereld te herschapen naar zijn wil. Om dit te voorkomen heeft de Schepper hem opgesloten in een magische kerker. Deze kerker is in Shayol Ghul het best te voelen.
De Aes Sedai uit de Eeuw der Legenden waren hier zich niet van bewust. Ze dachten dat ze een nieuwe bron van de Kracht hadden gevonden. Ze boorden er een gat naar. Ze hadden echter een gat in de kerker van Shayol Ghul geboord. Shai'tan was weer vrij. Hierop volgde de Oorlog van de Schaduw, of de Oorlog van Kracht. Tijdens deze oorlog kreeg Shai'tan bondgenoten zoals de Verzakers en Gruwheren, overgelopen Aes Sedai die de nieuwe orde wilde dienen. Er traden ook normale mensen in zijn dienst die de naam duistervrienden droegen. Hij liet enkele van zijn trouwste dienaren zoals de Verzaker Aginor Trolloks, Myrddraal, Draghkar, Duisterhonden, Gholams en Grijzels maken als soldaten. Deze laatsten worden Schaduwgebroed genoemd. In het gebied dat hij veroverd had wilde niets meer groeien, het werd sindsdien de Verwording genoemd. De Oorlog van Kracht eindigde toen de Draak, Lews Therin Telamon Shai'tan en de Verzakers opsloot in Shayol Ghul en de bres terug dichtmaakte met 7 cuendillar zegels. De tegenaanval hiervoor was de besmetting van Saidin met het Breken van de Wereld tot gevolg.
3000 jaar later zijn de zegels aan het verzwakken. Shai'tan wint terug aan kracht. Er zijn vele Duistervrienden die bereid zijn hem te helpen voor een grote beloning als hij terug vrijkomt.
De naam Shai'tan noemen zou echter zijn aandacht trekken en ongeluk brengen. Daarom worden meestal andere namen gebruikt zoals: De Duistere, Zichtzieder, Vader van de Leugen, Herder van de Nacht, Bladerblaker, Hartsvanger, Hartsvloek, Grim, Grasbrander of Osegrim. Duistervrienden noemen hem Grote Heer van het Duister.